# Servicio Nacional del Trigo
El Servicio Nacional del Trigo (SNT) fue un organismo oficial español, dependiente del Ministerio de Agricultura, que operó durante el régimen franquista. Originalmente fue fundado en 1937, durante la guerra civil, en el territorio dominado por el bando sublevado.

## Historia
El SNT surgió a raíz de la promulgación del Decreto Ley de Ordenación triguera de 23 de agosto de 1937, en Burgos. Su fundación tuvo lugar en el contexto de la guerra civil e inicialmente su ámbito de actuación estuvo limitado a la zona sublevada. Este decreto supuso así mismo la intervención del sector triguero por parte del Estado, lo cual conllevó que los agricultores debieran vender sus cosechas a la administración pública. La compra de trigo debían realizarla las Juntas Comarcales del SNT, teniendo además la exclusividad de su venta a los industriales harineros.
La actuación del Estado en el sector también se extendió a otros ámbitos más allá de la compra de la producción triguera. El SNT fue el organismo promotor de la Red Nacional de Silos, cuyas instalaciones debían almacenar la producción cerealística en función de las necesidades. Mediante un decreto de 12 de julio de 1946 se le encomendó al SNT la construcción y explotación de silos. Para 1950 ya habían entrado en servicio las primeras unidades, de las cuales sobresalía el silo de Córdoba.
Para su funcionamiento, a pesar de contar con cierta capacidad de autofinanciación, a lo largo de su historia el organismo tuvo que recurrir a financiación externa, que provino en primera instancia de una serie de contratos con bancos privados para más tarde, hacia 1951, empezar a entrar también en juego el Banco de España. El SNT desapareció en febrero de 1968 al pasar a nombrarse Servicio Nacional de Cereales (SNC), que a su vez se convertiría en 1971 en el denominado Servicio Nacional de Productos Agrarios (SENPA).